# Mise-en-scène (Amsterdam Station RAI)
Mise-en-scène is een tweedelig artistiek kunstwerk in Amsterdam-Zuid.
Het werk werd in 2015 in opdracht van ProRail geplaatst bij de toegangen van Station Amsterdam RAI door kunstenaars Anna de Jong en Anne Huijnen werkend onder de naam Polly's Picture Show. De kunstenaars bouwden in hun atelier twee muren na van genoemd station en begonnen die te beschilderen. Vervolgens namen zij er foto’s van, waarvan prints werden gemaakt. Deze werden vervolgens gemonteerd op de west- en oostwand van het station. In het werk zijn in- en uitgangen van het station geïntegreerd, net als deuren, informatieschermen etc. Het geheel is opgetrokken in zachte tinten.
Mise-en-scène (toneelschikking) verwijst naar de mogelijkheid dat de ene (al dan niet trein-)reiziger een andere ziet als onderdeel van het kunstwerk, terwijl hij/zij er zelf deel vanuit maakt of juist niet; het kunstwerk is namelijk van de openbare weg (Europaboulevard) te zien, maar niet zonder OV-chipkaart te betreden. De kunstenaars lieten zich bij het kunstwerk inspireren door de verscheidenheid aan reizigers die het station gebruiken of alleen passeren. Dat kunnen kantoormedewerkers van de Zuidas zijn of bezoekers van de Huishoudbeurs in de RAI Amsterdam.
De westkant van het kunstwerk gaat vanaf 2018 langdurig schuil achter bouwstellingen omdat het station een grote verbouwing ondergaat.